# Paul Anton Keller
Paul Anton Keller (* 11. Jänner 1907 in Radkersburg; † 22. Oktober 1976 in Hart bei Graz) war ein österreichischer Schriftsteller. Er verfasste vor allem Tier- und Spukgeschichten, aber auch Anekdoten und lyrische Werke.

## Leben
Keller stammte aus einer Schauspielerfamilie. Sein erstes Buch, Liebessonette, erschien 1923. 1927 war er am Steirischen Almanach beteiligt, 1931 kam der Gedichtband Gesang vor den Toren der Welt heraus.
Seit 1933 illegales Mitglied der NSDAP, beantragte Keller am 14. Mai 1938 die reguläre Aufnahme in die Partei und wurde rückwirkend zum 1. Mai desselben Jahres aufgenommen (Mitgliedsnummer 6.113.818). 1935 heiratete er Margaret (Grete) Hausmann. 1937 begann eine Reihe von Immobilienankäufen: Keller erwarb den Flamhof, auch Schloss Flamberg genannt, im Sausal. 1939 folgten ein Gut in Petersbergen und ein Weinbaubetrieb bei Leibnitz. Im selben Jahr wurde Keller Leiter der NS-Schrifttumskammer in Graz. Während der Zeit des Nationalsozialismus, aber auch danach, war er sehr produktiv.
Im Jahr 1968 kaufte er, nachdem er die anderen Immobilien abgestoßen hatte, zusammen mit seiner Frau Margaret die Burg Lockenhaus. Nach seinem Tod wurde eine Stiftung eingerichtet, um die Burg weiter zu erhalten.

## Auszeichnungen und Ehrungen
1955 erhielt Keller den Peter-Rosegger-Preis, ein Jahr später wurde er Ehrenbürger von Kaindorf an der Sulm und 1957 Professor h. c. 1971 wurde ihm das Ehrenzeichen des Landes Burgenland verliehen, im Jahr darauf wurde er Ehrenbürger von Hart bei Graz und 1975 erhielt er das Ehrenzeichen in Gold der Landeshauptstadt Graz. In Hart bei Graz ist der Paul-Anton-Keller-Weg nach ihm benannt, in Kaindorf an der Sulm und in Feldkirchen bei Graz die Paul-Anton-Keller-Straße.

## Werke

### Eigene Publikationen
- Erleben, Sonette, Graz, 1924.
- Mensch, du Tier, Novelle. In: Die 7 Jungen aus Österreich, 1930.
- Gesang vor den Toren der Welt. Gedichte, Wien, 1931.
- Schloß Flamhof. Geschichte eines steirischen Edelsitzes, Deutschlandsberg 1937.
- Der klingende Brunn, Gedichte, München 1938.
- Die freiherrlichen Hosen, Altsteirische Anekdoten, Graz 1939.
- Erste Liebe oder der Kuß, München, 1940.
- Das Sausaler Jahr. Ein Landschaftsbuch, Graz 1941.
- Die Garbe fällt, Erzählungen, Graz 1941.
- Die Blume Türkenbund, Neue Anekdoten und Begebenheiten, Graz 1943.
- Lebensreise, Gedichte, München 1943.
- Später Gast, Erzählungen, Wien 1943.
- Tiergeschichten, Gütersloh 1948.
- Jahre, die gleich Wolken wandern. Erzählungen aus einer Kindheit, Graz, Salzburg, Wien 1948.
- Wallfahrt zur Waldheimat, Graz 1949.
- Schattenreich, Erzählungen, Gütersloh 1949.
- Reisen des Glücks, Graz 1952.
- Der Mann im Moor. Erzählungen aus Geheimnisland, Wien, Stuttgart 1953
- Die Teufelsmühle, Wien 1953.
- O Mensch, du wirres Saitenspiel! Anekdoten und Begebenheiten, Wien, Stuttgart 1954.
- Im Schatten des Kalifen, Erzählung, Wien 1954.
- Vom Geheimnis des Gedichts, Essay, Wien 1954.
- Unter der alten Tanne. Märchen für größere und ganz große Kinder, Wien, Stuttgart 1954.
- Die holde Frühe, Gedichte, Wien 1954.
- Väterheimat zwischen Drau und Sann. Ein Buch der Erinnerungen, Wien, Stuttgart 1956.
- Gefährliche Grenze, Erzählung, Wien 1956.
- Eppenstein, Landschaft und Geschichte, Judenburg 1956.
- Wie einst und immer. Ein Spiel in einem Akt, Wien, München 1957.
- Gast der Erde. Autobiographisches, Graz 1957.
- Der Traum von Achtzehnhundertneun. Tragisches Spiel, Graz 1958.
- Das Abenteuer im D-Zug. Erzählung aus einer kleinen Stadt, Wien 1959.
- Geliebte Gefährten. Tiergeschichten, Wien 1960.
- Gewitter der Seele. Ein Akt, Krems 1960.
- In der letzten Stunde. Komödie in einem Akt, Krems 1960.
- Burgenfahrten in Steiermark. Ein Landschaftsbuch. Krems, 1962.
- Dreigestirn. Josef Weinheber – Max Mell – Josef Friedrich Perkonig. Begegnungen. Erinnerungen, Maria Rain 1963.
- Peter Rosegger. Sein Bild im Licht unserer Zeit. Zu seinem 120. Geburtstag, Krems 1963.
- Uralt stille Reise, Graz 1964.
- Die Hummelkönigin, Erzählung, Wien 1964.
- Salvatore und sein Hund, Roman, Wien 1966
- Nun schau in deinen Tag. Ein immer neues Spiel in alten Versen, Krems 1966.
- Hans Hauke. Biographie, Graz 1969.
- Burg Lockenhaus. Landschaft und Geschichte, Lockenhaus im Burgenland 1969.
- Zum Sehen geboren. Erinnerungen und Begegnungen, Graz 1972.
- Träume, Gesichte, Sterne. Neue Gedichte, Salzburg, Stuttgart, Zürich 1975.

### Herausgegebene Publikationen
- Kinder- und Hausmärchen aus der Steiermark, von Viktor von Geramb. In: Der Kranz. Aus Steiermarks schöpferischer Kraft, Bd. 1, Graz, Wien, Leipzig 1941.
- Ruf von der Grenze. Ein Buch steirischer Kunst. In: Der Kranz. Aus Steiermarks schöpferischer Kraft, Bd. 2, Graz, Wien, Leipzig 1942.
- Gedichte, von Ernst Goll. In: Der Kranz. Aus Steiermarks schöpferischer Kraft, Bd. 3, Graz, Wien, Leipzig 1943.
- Im Heimgarten zur Rast. Erzählungen aus drei Jahrzehnten, von Peter Rosegger. In: Der Kranz. Aus Steiermarks schöpferischer Kraft, Bd. 4, Graz, Wien, Leipzig 1943.
- Im bitteren Menschenland. Nachgelassene Gedichte von Ernst Goll, Graz, Wien 1947.
- Lyrik der Landschaft. Steiermark, Wien 1959.
- Aus Herbst und Schweigen. Gedichte, von Aline Aliberti, Wolfsberg 1959.
- Nachklang. Verse aus der Frühzeit und letzte Ernte, von Aline Aliberti, Wolfsberg 1959.
- Das Amethystkreuz und andere Erzählungen, von Aline Aliberti, Krems 1961.
- Aus herbstlichen Fernen. Begegnungen und Betrachtungen, von Aline Aliberti, Krems 1962.
- Begegnungen mit Tieren und andere Erzählungen, von Aline Aliberti, Krems 1963.

## Mitgliedschaften (Auswahl)
- Paul-Ernst-Gesellschaft